# Nannotrechus
Nannotrechus is een geslacht van kevers uit de familie van de loopkevers (Carabidae). De wetenschappelijke naam van het geslacht is voor het eerst geldig gepubliceerd in 1926 door Winkler.

## Soorten
Het geslacht Nannotrechus omvat de volgende soorten:
- Nannotrechus abkhazicus Belousov, 1998
- Nannotrechus ancestralis Belousov, 1998
- Nannotrechus balkaricus Belousov et Kamarov, 1998
- Nannotrechus bzybicus Belousov, 1998
- Nannotrechus ciscaucasiens Ljovuschkin, 1972
- Nannotrechus fishtensis Belousov, 1989
- Nannotrechus gracilipes Belousov, 1998
- Nannotrechus hoppi Winkier, 1926
- Nannotrechus inguricus Belousov, 1998
- Nannotrechus kovali Belousov, 1989
- Nannotrechus marginalis Belousov, 1998